# The Teng Chun
The Then Cung (鄭丁春S, Zhèng DīngchūnP; Batavia, 18 giugno 1902 – Giacarta, 25 febbraio 1977) è stato un regista, produttore cinematografico, sceneggiatore, direttore della fotografia e montatore sonoro indonesiano.
Noto anche con il nome indonesiano Tahjar Ederis, era figlio di un ricco uomo d'affari cinese etnico e si interessò al cinema fin dalla giovane età. Dopo un periodo come esportatore, nel 1930 fondò la Cino Motion Picture per produrre film nelle Indie orientali olandesi. In poco più di un decennio, lui e la sua compagnia avevano realizzato almeno 31 lungometraggi, tra cui alcuni dei primi sonori del Paese. Sebbene avesse vissuto una breve rinascita artistica negli anni cinquanta, dopo la proclamazione d'infipendenza dell'Indonesia, The Teng Chun trascorse gli ultimi anni della sua vita come insegnante di inglese.

## Biografia

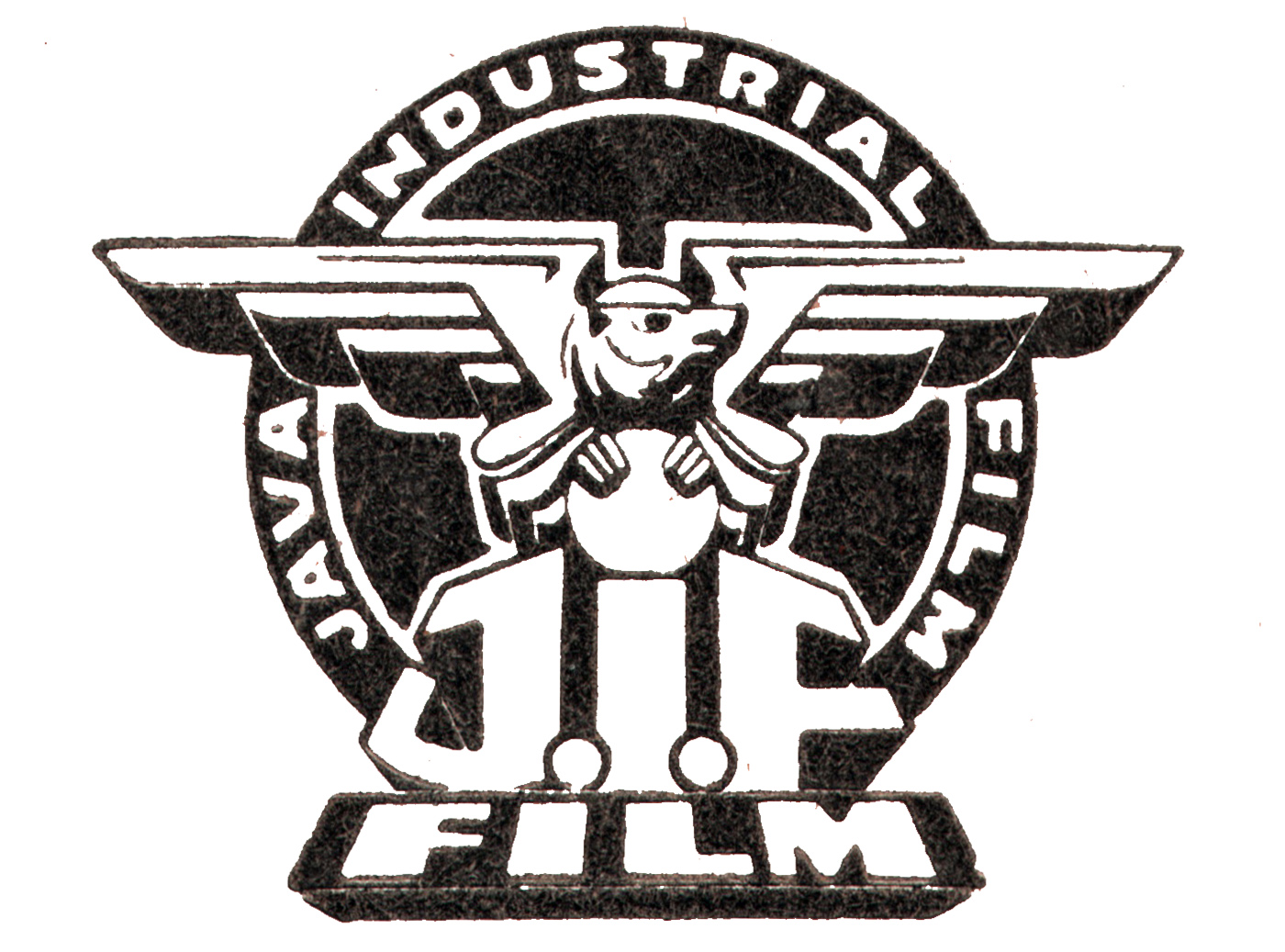
Logo della Java Industrial Film

Nato a Batavia, nelle Indie orientali olandesi (oggigiorno Giacarta ed Indonesia, rispettivamente) il 18 giugno 1902 da un ricco uomo d'affari di nome The Kim Ie, da bambino The Teng Chun studiò alla scuola Tiong Hoa Hwe Koan.
Nei primi anni venti si recò negli Stati Uniti d'America per studiare economia. Tuttavia, invece si seguire le orme del padre, preferì dedicarsi al cinema al Palmer Play Theater; uno dei suoi colleghi era Fred Young, un altro peranakan cinese delle Indie, con il quale avrebbe successivamente collaborato. In questo periodo tentò di persuadere il padre che sarebbe diventato una personalità cinematografica importante; questi inizialmente non fu affatto convinto, ma alla fine accettò la scelta di suo figlio.
Dopo cinque anni di intensi studi, The andò a Shanghai e riuscì ad entrare nell'industria cinematografica locale, lavorando sull'esportazione di pellicole dalla Cina alle Indie e provando lui stesso a realizzarne qualcuna. Nel 1930 ritornò nelle Indie, poiché i suoi lavori prodotti a Shanghai si erano rivelati delle delusioni ai box-office. Nonostante suo padre insistesse sul fatto che importare film fosse più redditizio, fondò la casa di produzione Cino Motion Pictures. In quel periodo, il cinema indonesiano era ancora agli inizi: basti pensare che il primo lungometraggio prodotto localmente, Loetoeng Kasaroeng di L. Heuveldorp, era uscito soltanto nel 1926, e c'erano soltanto altri tre studi cinematografici attivi nelle colonie.
La prima produzione della Cino Motion Pictures fu Boenga Roos dari Tjikembang: distribuita nel 1931, fu una delle prime pellicole sonorizzate del Paese, ma venne stroncata dalla critica. The comunque continuò a girare altri lungometraggi, incluso il successo commerciale Sam Pek Eng Tay. Dal 1933 al 1935, ogni film delle Indie orientali olandesi venne prodotto da The Teng Chun, in parte a causa della Grande depressione che aveva mandato in bancarotta numerosi produttori e in parte a causa delle difficoltà e degli oneri finanziari dovuti al passaggio dal muto al parlato. Queste pellicole erano basate sulla mitologia cinese o sulle arti marziali e erano rivolte a un pubblico del ceto basso, generalmente di etnia cinese.
Nel 1935 l'azienda cambiò il proprio nome in Java Industrial Film (JIF) e The instradò i suoi figli nel business, che nel frattempo aveva ripreso vigore: Teng Gan divenne assistente generale, Teng Liong microfonista e montatore sonoro, e Teng Hwie operatore di ripresa. Dal 1938 la JIF cominciò a concentrarsi su soggetti che avessero a che fare con i contemporanei problemi sociali, possibilmente in risposta al film del 1938 di Albert Balink e Mannus Franken Pareh - Il canto della risaia.
Java Industrial Film chiuse nel 1942 a seguito dell'occupazione giapponese delle Indie orientali olandesi. The si reinventò regista teatrale, ma lo considerava un lavoro così frustrante che abbandonò poco dopo. Con la proclamazione dell'indipendenza dell'Indonesia e la fine della Guerra d'indipendenza, lui e Fred Young aprirono lo studio Bintang Soerabaja, rimasto in attività fino al 1962. Da quell'anno in poi, The decise di lavorare come insegnante d'inglese e, nel 1967, cambiò nome in Tahjar Ederis.
Morì il 25 febbraio 1977 nella natia Giacarta. Poco prima, aveva ricevuto un premio dal governatore della capitale.

## Filmografia
Durante la sua carriera, The Teng Chun ha sicuramente preso parte, in diversi ruoli, ai seguenti 34 film:

### Regista
- Boenga Roos dari Tjikembang
- Sam Pek Eng Tay (1931)
- Pat Kiam Hap (1933)
- Pat Bie To (1933)
- Ouw Peh Tjoa (1934)
- Tie Pat Kai Kawin (1935)
- Pan Sie Tong (1935)
- Ang Hai Djie (1935)
- Pembakaran Bio "Hong Lian Sie" (1936)
- Lima Siloeman Tikoes (1936)
- Anaknja Siloeman Oeler Poeti (1936)
- Gadis jang Terdjoeal (1937)
- Tjiandjoer (1938)
- Oh Iboe (1938)
- Alang-Alang (1939)
- Rentjong Atjeh (1940)
- Genangan Air Mata (1954)

### Sceneggiatore
- Sam Pek Eng Tay (1931)
- Pat Kiam Hap (1933)
- Tie Pat Kai Kawin (1935)
- Alang-Alang (1939)

### Produttore
- Boenga Roos dari Tjikembang
- Sam Pek Eng Tay (1931)
- Pat Kiam Hap (1933)
- Pat Bie To (1933)
- Ouw Peh Tjoa (1934)
- Tie Pat Kai Kawin (1935)
- Pan Sie Tong (1935)
- Ang Hai Djie (1935)
- Pembakaran Bio "Hong Lian Sie" (1936)
- Lima Siloeman Tikoes (1936)
- Anaknja Siloeman Oeler Poeti (1936)
- Gadis jang Terdjoeal (1937)
- Alang-Alang (1939)
- Roesia si Pengkor (1939)
- Melati van Agam (1940)
- Matjan Berbisik (1940)
- Kartinah (1940)
- Dasima (1940)
- Rentjong Atjeh (1940)
- Tengkorak Hidoep (1941)
- Srigala Item, regia di Tan Tjoei Hock (1941)
- Si Gomar (1941)
- Singa Laoet (1941)
- Ratna Moetoe Manikam, regia di Sutan Usman Karim (1941)
- Elang Darat (1941)
- Poetri Rimba (1941)
- Noesa Penida (1941)
- Matula (1941)
- Konde Tjioda (1954)
- Dinamika

### Direttore della fotografia
- Boenga Roos dari Tjikembang
- Sam Pek Eng Tay (1931)
- Pat Kiam Hap (1933)
- Pat Bie To (1933)
- Ouw Peh Tjoa (1934)
- Tie Pat Kai Kawin (1935)
- Ang Hai Djie (1935)
- Djantoeng Hati (1941)

### Montatore sonoro
- Boenga Roos dari Tjikembang
- Sam Pek Eng Tay (1931)
- Pat Kiam Hap (1933)
- Ouw Peh Tjoa (1934)
- Tie Pat Kai Kawin (1935)